# Defensor ambiental

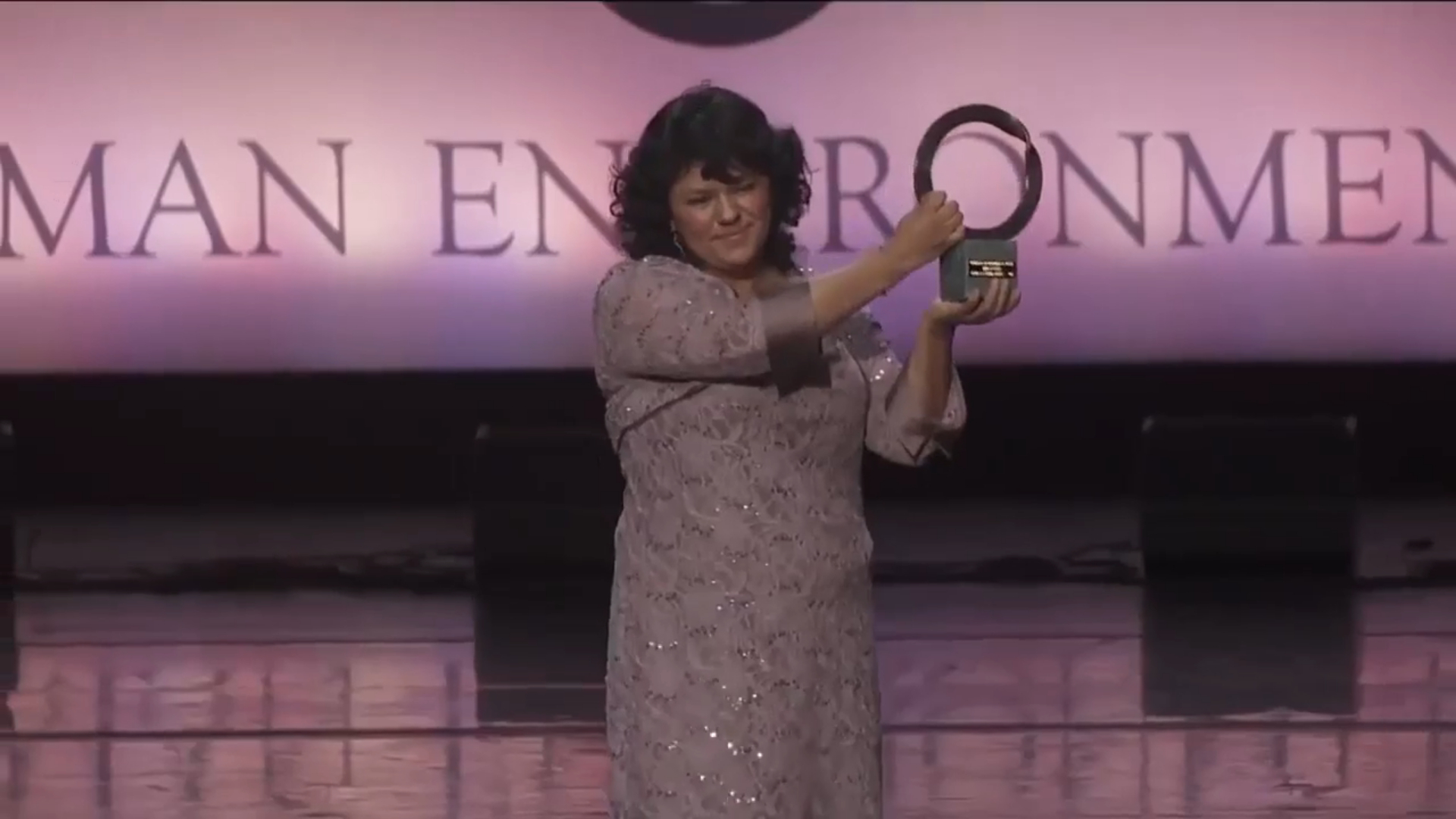
Berta Cáceres, una reconocida defensora ambiental asesinada en 2016 por su activismo en Honduras, recibiendo el Premio Goldman.

Un defensor ambiental, defensor del medio ambiente o defensor de los derechos humanos en asuntos ambientales, de acuerdo al Programa de las Naciones Unidas para el Medio Ambiente (PNUMA), es una persona, grupo colectivo u organización que de manera pacífica «se esfuerzan por proteger y promover los derechos humanos relacionados con el medio ambiente, incluidos el agua, el aire, la tierra, la flora y la fauna».
Al buscar defender su territorio de manera pacífica frente a la expansión y actividades de la minería, la caza furtiva, la tala de madera y los agronegocios, los defensores ambientales enfrentan son vulnerables a asesinatos, violencia física, amenazas, criminalización y desapariciones por partes de las élites, empresarios o el mismo gobierno que se beneficia de las acciones que los defensores quieren evitar.
Entre el 2002 y 2017, 1558 personas en 50 países fueron asesinadas por defender el medio ambiente y la tierra.

## Defensores ambientales
La Unión Internacional para la Conservación de la Naturaleza (IUCN) considera tres tipos de defensores ambientales:
- Ciudadanos, incluidos los pueblos indígenas y los agricultores que defienden el derecho a un entorno de vida saludable
- Empleados de organizaciones de la sociedad civil que defienden la naturaleza y los derechos de la población local
- Guardaparques que vigilan las áreas naturales protegidas

### Por país

#### Brasil
Brasil es uno de los países más letales para los defensores ambientales, ocupando el tercer puesto en 2019 de acuerdo al informe anual de Global Witness. En 2017 registró 57 asesinatos, en 2018 registró 20 y en 2019 fueron 24. Emyra Wajãpi, un líder del pueblo indígena wajãpi, fue hallado muerto el 23 de julio de 2019 luego de que su comunidad denunciará a mineros de oro por amenazas y ocupación ilegal de su territorio.

#### Perú

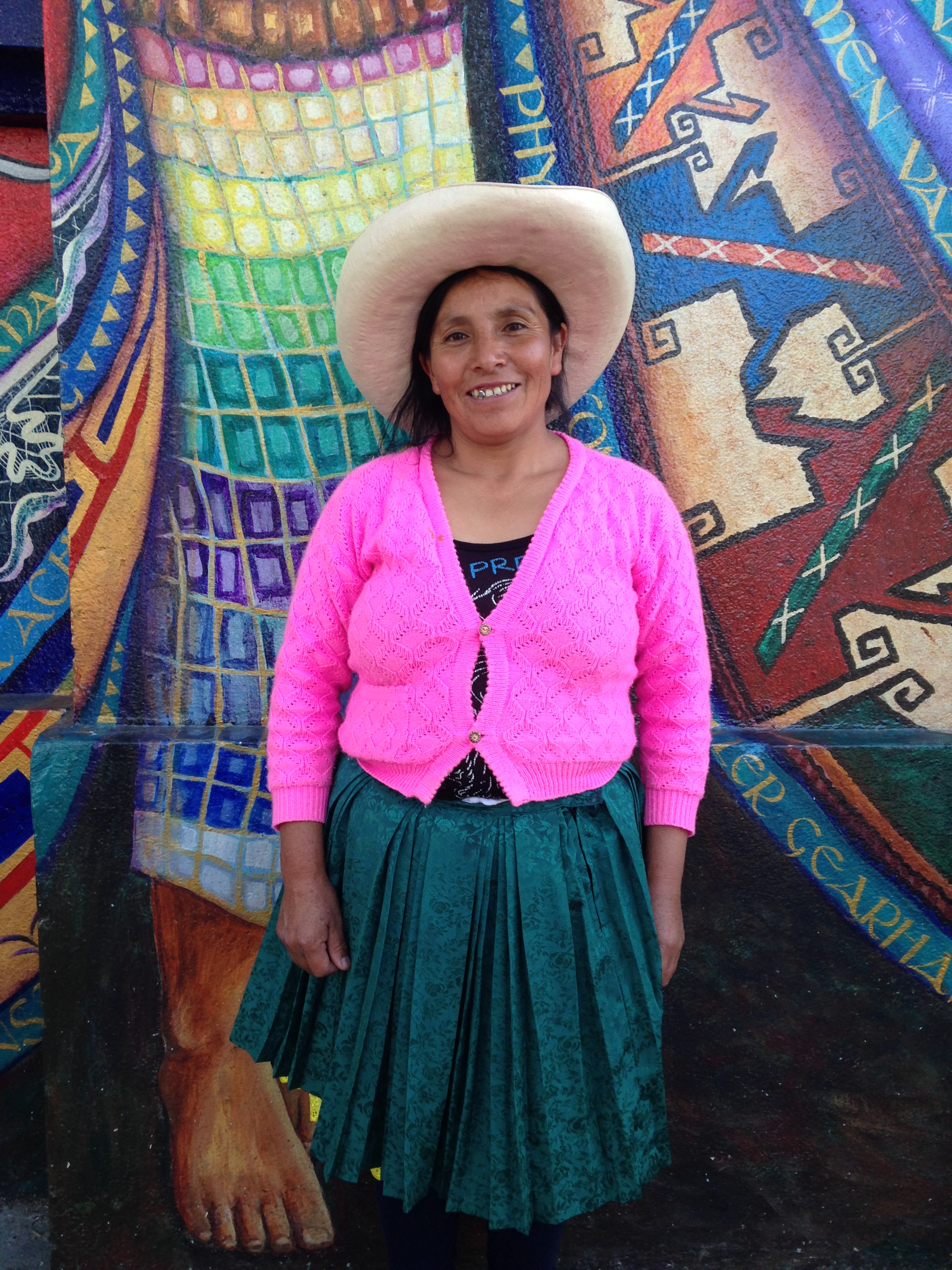
Defensora ambiental peruana Máxima Acuña

Las comunidades indígenas, las comunidades campesinas, las personas que defienden el derecho a la tierra y el ambiente son los grupos de defensores que corren mayor riesgo en el Perú. Se enfrentan a campañas de desprestigio, a la exclusión de los foros de toma de decisiones, a la criminalización, a detenciones ilegales producto de procesos infundados, a una vigilancia constante, a amenazas, a violencia física y psicológica, e incluso a asesinatos.
Entre los defensores ambientales del país tenemos: 
- Liz Chicaje: Liz Chicaje recibió el Premio Goldman por su trabajo para la protección de la Amazonía y su lucha de más de 20 años contra las actividades ilegales que amenazan la selva peruana. Recibió amenazas de trabajadores de minería y tala ilegal; y de la cuenca del Río Putumayo. Como miembro del Comité de Categorización de la Zona Reservada Yaguas, su labor fue decisiva para que en enero de 2018 esta zona reservada adopte la categoría de parque nacional y se convierta en parque nacional Yaguas mediante Decreto Supremo N° 001-2018-MINAM
- Ruth Buendía
- Máxima Acuña
- Diana Ríos Rengifo
- Yackxeri Vela
- Paloma Roldán Ruiz
- Quinto Inuma Alvarado
- Santiago Contoricón
- Ulises Rumiche Quintimari
- Edwin Chota

- Benjamín Rodríguez, es un líder indígena y sabio del Putumayo que también luchó para conseguir el reconocimiento de Yaguas.

## En la legislación internacional

### Acuerdo de Escazú
En el artículo 9 del Acuerdo de Escazú, un tratado internacional para América Latina y el Caribe, se establecen tres medidas para la protección de defensores ambientales:
1. Cada Parte garantizará un entorno seguro y propicio en el que las personas, grupos y organizaciones que promueven y defienden los derechos humanos en asuntos ambientales puedan actuar sin amenazas, restricciones e inseguridad.
2. Cada Parte tomará las medidas adecuadas y efectivas para reconocer, proteger y promover todos los derechos de los defensores de los derechos humanos en asuntos ambientales, incluidos su derecho a la vida, integridad personal, libertad de opinión y expresión, derecho de reunión y asociación pacíficas y derecho a circular libremente, así como su capacidad para ejercer los derechos de acceso, teniendo en cuenta las obligaciones internacionales de dicha Parte en el ámbito de los derechos humanos, sus principios constitucionales y los elementos básicos de su sistema jurídico.
3. Cada Parte tomará medidas apropiadas, efectivas y oportunas para prevenir, investigar y sancionar ataques, amenazas o intimidaciones que los defensores de los derechos humanos en asuntos ambientales puedan sufrir en el ejercicio de los derechos contemplados en el Acuerdo.